# Bistum Xiapu
Das Bistum Xiapu (lateinisch: Dioecesis Funimensis) ist ein römisch-katholisches Bistum mit Sitz in Xiapu in der Volksrepublik China.

## Geschichte
Papst Pius XI. gründete mit dem Breve Ad maiorem das Apostolische Vikariat Funing am 27. Dezember 1923 aus Gebietsabtretungen des Apostolischen Vikariats Foochow. Mit der Apostolischen Konstitution Quotidie Nos wurde es am 11. April 1946 zum Bistum erhoben.
Der Staatsrat der Volksrepublik China hat die sechs Diözesen der Provinz Fujian in drei Diözesen vereinigt: die Diözese Funing ist jetzt unter dem Namen Bistum Mindong bekannt.
Am 25. August 2005 starb Bischof James Xie Shiguang, der 1984 geweiht wurde. Bei seinem Tod hatte die Diözese 75.000 Gläubige, rund 30 Priester und 50 Mitglieder von zwei Ordensgemeinschaften. Ihm folgte Vincent Zhan Silu als Bischof nach.

## Ordinarien

### Apostolischer Vikar von Funing
- Theodore Labrador Fraile OP (18. Mai 1926 – 11. April 1946)

### Bischöfe von Xiapu
- Theodore Labrador Fraile OP (11. April 1946 – 13. Juni 1946, dann Erzbischof von Fuzhou)
  - Thomas Niu Hui-ching (1948 – 28. Februar 1973) (Apostolischer Administrator)
- Vincent Zhan Silu (seit 2005)